# China Clipper
China Clipper é um filme estado-unidense do género drama, realizado por Ray Enright, escrito por Frank Wead, produzido pelo estúdio First National Pictures, distribuído pela companhia Warner Brothers e protagonizado por Pat O'Brien, Ross Alexander, Humphrey Bogart e Henry B. Walthall. Estreou-se nos Estados Unidos a 22 de agosto de 1936.

## Elenco
- Pat O'Brien como Dave Logan
- Beverly Roberts como Jean "Skippy" Logan
- Ross Alexander como Tom Collins
- Humphrey Bogart como Hap Stuart
- Marie Wilson como Sunny Avery
- Joseph Crehan como Jim Horn
- Addison Richards como senhor B.C. Hill
- Ruth Robinson como mãe Brunn
- Henry B. Walthall como "pai" Brunn
- Carlyle Moore Jr. como operador de rádio do China Clipper
- Lyle Moraine como copiloto do China Clipper
- Dennis Moore como engenheiro do China Clipper
- Wayne Morris como navegador do China Clipper
- Alexander Cross como Bill Andrews
- William Wright como piloto que não voará
- Kenneth Harlan como inspetor do Departamento de Comércio dos Estados Unidos
- Anne Nagel como rececionista de Logan
- Marjorie Weaver como secretária de Logan
- Milburn Stone como operador de rádio
- Owen King como operador de rádio

## Produção

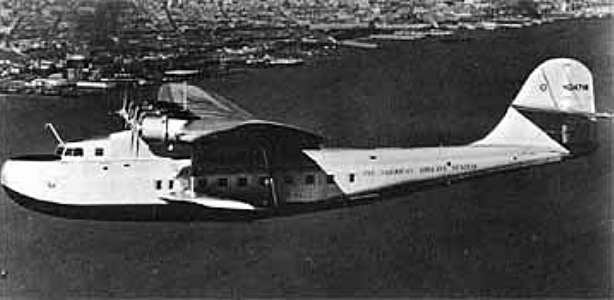
Martin M-130 "China Clipper".

O argumentista de China Clipper, Frank Wead, baseou-se numa biografia dissimulada da vida do aviador Juan Trippe, especialmente durante e após a fundação da Pan American World Airways. Filmado em cooperação com a Pan Am, o noticiário atual e a rodagem do hidroavião de casco Martin M-130 foram utilizadas ao longo do filme para enfatizar a história da mesma forma que acontecia com Trippe na vida real.
As sequências de voos foram o ponto alto do filme, com o famoso piloto acrobata de Hollywood, Paul Mantz, a trabalhar com os veteranos Elmer Dyer e H. F. Koenekamp para criar a fotografia aérea realista. Há cenas da aeronave a voar sobre a Ponte Golden Gate, quando ainda encontrava-se incompleta e em construção. O filme é um raro exemplo de uma nova tecnologia e modo de viagem colocadas ante as câmaras de Hollywood, assim como foi o desenvolvimento.

## Receção
China Clipper recebeu críticas mistas e favoráveis. Frank Stanley Nugent do The New York Times, escreveu: "Uma dramatização fascinante e surpreendentemente literal do voo transpacífico do hidroavião China Clipper no último novembro, o filme merece um prémio respeitável, tanto por sua precisão técnica, quanto por sua surpreendente recusa, a descrever a viagem do hidroavião nos termos de suporte do melodrama aéreo."